# Painted Desert, Australien
Ej att förväxla med Painted Desert i Arizona, USA.

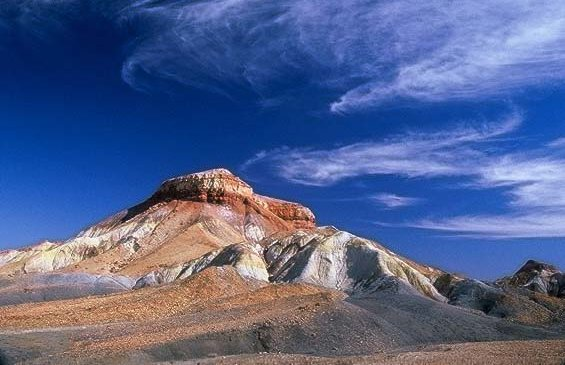
Mount Arckaringa i Painted Desert, Australien.

Karta över regionen Far North i South Australia (norr om den blå öst-västliga linjen) med större orter utmärkta. Painted Desert ligger mellan Coober Pedy och Oodnadatta.

Painted Desert (’den målade öknen’) i området Arckaringa i regionen Far North i delstaten South Australia i Australien har fått sitt namn efter sitt säregna, mångfärgade landskap. Området var för 80 miljoner år sedan havsbotten och landskapets utseende är ett resultat av att en hård kiselkrusta över mjukare lerlager har spruckit upp, vilket med tiden genom erosion gett upphov till platåberg, som liknar mesa eller badlands-formationer. Landskapstypen kallas i Australien breakaway. Erosionen har exponerat de olika sedimentära bergarternas färger, från rött, orange och gult till vitt, grått och brunt och också gett upphov till områden med glimmer. En del av Painted Desert, 880 km², är skyddat som Arckaringa Hills State Heritage Area, inrättat 1985. Painted Desert är en del av den australiska biogeografiska regionen Stony Plains.
Painted Desert ligger cirka 120 kilometer nordöst om Coober Pedy och cirka 65 kilometer västsydväst om Oodnadatta, inom boskapsstationen Arckaringa Stations landområde. Arckaringa är namn på ett berg och ett vattendrag (Arckaringa Hills med Mount Arckaringa och Arckaringa Creek) och det tros vara härlett från ett namn som Australiens ursprungsbefolkning använde, men dess ursprung och betydelse är inte känd.

## Turism
Painted Desert ligger avlägset, men dess naturskönhet har gjort den attraktiv för turism. Tillträdet till området är dock begränsat, dels av privaträttsliga skäl då boskapsbete förekommer i området, men även för att terrängen i området är mycket skör och sårbar för både erosion och destruktiva aktiviteter.

## Natur
Painted Desert ligger i en region med låg nederbörd. I genomsnitt är nederbörden mindre än 200 mm per år. Men ibland kan kraftiga regn falla på kort tid, så mycket att det kan motsvara årsnederbörden på en dag. Motsatt kan torka ibland drabba området under flera år. Landskapet är torrt, men geologin är tydligt påverkad av vatten, och det finns många små bäckraviner och flera större flodfåror, som vanligen är uttorkade en del av året och vid torka, men där vatten kan rinna vid regn. Det finns några få permanenta vattenhål associerade med floderna, och dessa vattenhål är mycket viktiga för djurlivet. Great Artesian Basin sträcker sig in under Painted Desert. Sett till ekoregion är Painted Desert en del av den australiska ekoregionen Tirari–Sturt stony desert, som enligt en bred internationell kategorisering av ekoregioner faller under kategorin öken och halvöken.
Till den typiska vegetationen i regionen hör mulgaträd och Cassia- och Eremophila-buskar. Till de sällsynta eller endemiska växterna hör bland annat Goodenia chambersii (endemisk för South Australia), Lepidium strongylophyllum (sällsynt i South Australia) och Ptilotus barkeri (endemisk för South Australia) samt Olearia arckaringensis (endemisk för South Australia, finns endast i Arckaringa Hills).
Några djur som finns i regionen är bland annat jättevaran (Varanus giganteus), den benlösa ödlan Ophidiocephalus taeniatus (en fenfoting), australmöss Pseudomys australis, och fågelarten brunbandad vitmask (Aphelocephala pectoralis).
Fynd av halvfossila lämningar visar att några idag utdöda djur som Pseudomys gouldii (australmöss), Notomys longicaudatus (släktet hoppråttor) och svinfotad punggrävling (Chaeropus ecaudatus) en gång förekom i regionen. Större kvistboråtta (Leporillus conditor) förekom också en gång i regionen.